# Leyli et Medjnoun (opéra)
Pour les articles homonymes, voir Leyli et Medjnoun.
Personnages
- Leyli - soprano

- Medjnoun - ténor

- Mère de Medjnoun - soprano

- Père de Medjnoun - ténor

- Mère de Leyli	- mezzo-soprano

- Père de Leyli	- baryton

- Ibn-Salam - ténor

- Novfel - baryton

- Zeyd - ténor

- 1er arabe - ténor

- 2e arabe - ténor

Leyli et Medjnoun (en azéri : Leyli və Məcnun) est le premier opéra azerbaïdjanais d'Üzeyir Hacıbəyov et le premier opéra de l’Orient musulman. Le livret fut écrit par le compositeur lui-même, d’après la tragédie de Fuzouli Leyli et Medjnoun.

## Création et première mise en scène
La première représentation de l’opéra Leyli et Medjnoun a eu lieu le 12 janvier (25 janvier) 1908 à Bakou, au théâtre de Taghiev. Huseyngulu Sarabsky interprétait le rôle de Madjnoun, Gourban Pirimov jouait du tar, le compositeur jouait du violon dans l’orchestre. Dans ses mémoires, parus en 1930, H. Sarabsky écrit :
« Après ce spectacle, beaucoup de personnes m’appelaient Madjnoun. Ce nom m’était cher, j’en étais fier. Les gens qui me rencontraient en riant, maintenant me prenait au sérieux, me respectaient… »

## Argument

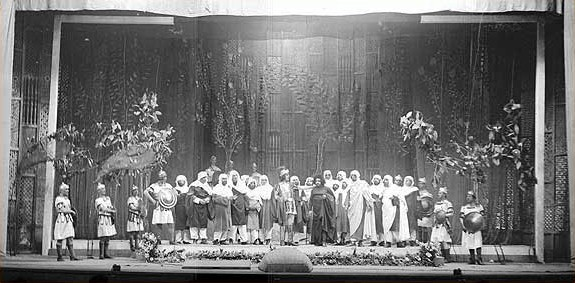
Stage from the opera Leyla and Majnun (1908) by Uzeyir Hajibeyov

L’opéra se déroule en 4 actes.

### Premier acte
Medjnoun attend Leyli sur la pelouse, devant l’école. À l’arrivée de Leyli, Gueys (Medjnoun) reconnaît son amour pour elle. Leur amour est réciproque. Leyli avoue aussi qu’elle est amoureuse de Gueys (Medjnoun). En réponse, ils entendent le chant du cœur, les prévenant de la punition de la part des parents. Leyli s’en va, et Gueys (Medjnoun) reste seul. Ensuite commence la conversation de Gueys (Medjnoun) avec ses parents de sa passion pour Leyli et la prière de les fiancer. Il annonce à ses parents, qu’il est fou d’amour pour Leyli. Le père de Gueys promet d’aller la demander en mariage pour lui.

### Deuxième acte
Le deuxième acte commence par le cœur des jeunes filles, qui incarne l'opinion publique en forme d’un appel, adressé à la mère de Leyli. On lui dit, que le premier amour de Leyli est une honte pour la famille, que des rumeurs sont déjà répandues dans le peuple et qu’il est nécessaire de sauver en urgence le nom de famille. La mère de Leyli fait l’enquête pour savoir plus sur Gueys. Elle entend les opinions négatives des connaissances et des parents, appelant Gueys de “Medjnoun”, c’est-à-dire “fou”. 
"C’est Medjnoun, il est possédé, tout le monde se moque de lui, 
Est-il digne de Leyli, pour qu’on lui donne Leyli 
Non-non-non, voilà notre conseil..."
Le lendemain, les parents de Medjnoun vont chez les parents de Leyli pour fiancer Leyli. Mais son père refuse. Pourtant, il donne son accord à Ibn-Salam, homme riche et mérité.

### Troisième acte
Alors que dans la maison d’Ibn-Salam les invités le félicite, Medjnoun pleure de douleur dans la rue, ayant perdu tout espoir. Leyli et Ibn-Salam discute sur l’amour de Leyli et de Medjnoun. Ibn-Salam déclare à la jeune fille, qu’il est temps d’oublier Medjnoun, tout comme “il avait oublié cet amour”. Leyli affirme, qu’elle aime Medjnoun et demande de reporter le mariage dans l’espoir que “cet amour s’éteindra” bientôt. 

### Quatrième acte
Dans le bois, peu avant l’aube. L’action se passe loin, au fond de la montagne. Leyli se promène dans le jardin, écoutant le chant du rossignol et pensant à Medjnoun. En ce moment, le père de Medjnoun prie les passants d’aider Medjnoun, qui est malade d’amour pour Leyli. Il annonce de la maladie incurable de son unique fils, amour pour Leyli.

## Musique
Leyli et Medjnoun d’Uzeïr Hadjibehov est le premier opéra créé à partir de la musique lyrique classique et du mugham azerbaïdjanais. Lors de l’écriture de l’opéra, l’auteur a utilisé les modes suivants du mugham : seygah,mansurya, tchahargah, chour, simaï-chams,sarendj.

## Représentations successives
L’opéra Leyli et Medjnoun passa chaque saison, trente ans de suite. Uzeïr Hadjibeyov a choisi le poème de « Leyli et Madjnoun» (le poème est inspiré de la légende sur Leyli et Madjnoun et des genres de la musique traditionnelle) ce qui a positivement affecté la perception de l’ouvrage dans la société musulmane. Le premier spectacle en dehors du pays a eu lieu à Tiflis. Ultérieurement, cette œuvre s’est tenue sur les scènes de nombreuses villes du monde, telles que,, Bakou (1908), Tiflis (1915), Saint-Pétersbourg (1917), Moscou (1917), Paris (1925), Tabriz (1945), Makhatchkala (1945), Kiev (1952), Pékin (1952), Kazan (1953), Istanbul (1952), Boston (2009), Chicago (2009), Toronto (2009), Providence (États-Unis, 2009), Washington (2009), Ann-Arbor (États-Unis, 2009), Minneapolis (États-Unis, 2009).
En 2008, conformément à la disposition du président de la République, en Azerbaïdjan, on célébrait officiellement le centenaire de la création de l’opéra. Jusqu’à 2009, le spectacle a eu lieu 20 000 fois,,. En 2009, Leyli et Medjnoun est devenu une partie du programme culturel du projet « Voie de soie » du violoncelliste Yo-Yo Ma. On a célébré le dixième anniversaire du projet par une série de concerts en Amérique du Nord avec les instruments traditionnels orientaux et avec la participation du chanteur de mugham, Alim Qassimov et de sa fille Fargane Qassimova. Aïda Husseynova, ethnomusicologue, professeur à l’Université de l’État d'Indiana et à l’Académie de musique nationale de Bakou était conseillère du projet.